# Druga Slovenska Nogometna Liga 2012/13
Die Druga Slovenska Nogometna Liga 2012/13 war die 22. Spielzeit der zweithöchsten slowenischen Spielklasse im Männerfußball. Sie begann am 4. August 2012 und endete am 25. Mai 2013.

## Modus
Die 10 Mannschaften spielten jeweils dreimal gegeneinander. Der Erste stieg in die ersten Liga auf, der Zweite konnte über die Relegation aufsteigen. Der Letzte stieg ab.

## Vereine
| Verein              | Stadt             |
| ------------------- | ----------------- |
| NK Šampion Celje    | Celje             |
| NK Bela krajina     | Črnomelj          |
| NK Roltek Dob       | Dob               |
| NK Posavje Krško    | Krško             |
| NK Krka             | Novo mesto        |
| NK Kalcer Radomlje  | Radomlje          |
| NK Garmin Šenčur    | Šenčur            |
| NK Šmartno          | Šmartno ob Paki   |
| ND Dravinja Kostroj | Slovenske Konjice |
| NK Zavrč            | Zavrč             |

## Abschlusstabelle
| Pl. | Verein              | Sp. | S  | U | N  | Tore    | Diff. | Punkte |
| --- | ------------------- | --- | -- | - | -- | ------- | ----- | ------ |
| 1.  | NK Zavrč (N)        | 27  | 20 | 4 | 3  | 069:250 | +44   | 64     |
| 2.  | NK Roltek Dob       | 27  | 18 | 3 | 6  | 063:270 | +36   | 57     |
| 3.  | NK Krka (N) 1       | 27  | 16 | 5 | 6  | 063:240 | +39   | 53     |
| 4.  | NK Krško            | 27  | 10 | 7 | 10 | 039:410 | −2    | 37     |
| 5.  | NK Kalcer Radomlje  | 27  | 9  | 7 | 11 | 038:420 | −4    | 34     |
| 6.  | NK Garmin Šenčur    | 27  | 8  | 8 | 11 | 037:460 | −9    | 32     |
| 7.  | NK Šampion Celje    | 27  | 10 | 2 | 15 | 032:500 | −18   | 32     |
| 8.  | NK Šmartno          | 27  | 9  | 3 | 15 | 031:510 | −20   | 30     |
| 9.  | NK Bela krajina     | 27  | 7  | 4 | 16 | 024:560 | −32   | 25     |
| 10. | ND Dravinja Kostroj | 27  | 4  | 5 | 18 | 032:660 | −34   | 17     |

Platzierungskriterien: 1. Punkte – 2. Direkter Vergleich (Punkte, Tordifferenz, geschossene Tore) – 3. Tordifferenz – 4. geschossene Tore

| (N) – Neuaufsteiger aus der Tretja Nogometna Liga |

## Relegation
An der Relegation nahm der Neuntplatzierte der ersten Liga sowie der Zweitplatzierte aus der zweiten Liga teil. Es wäre ein Hin- und Rückspiel ausgetragen worden, jedoch erhielt der Erstligist ND Mura 05 keine Lizenz für die Saison 2013/14. Daher folgte stattdessen der direkte Zwangsabstieg, wodurch die Relegationsspiele gegen den Zweitligisten NK Roltek Dob obsolet wurden und dieser direkt aufstieg.
| Datum           |            | Ergebnis |               |
| --------------- | ---------- | -------- | ------------- |
| 1./5. Juni 2013 | ND Mura 05 | abgesagt | NK Roltek Dob |